# جزيرة هاروكو
جزيرة هاروكو هي جزيرة في وسط مالوكو ريجنسي، مقاطعة مالوكو، إندونيسيا - تقع إلى الشرق من جزيرة أمبون، قبالة الساحل الجنوبي لجزيرة سيرام وغرب جزيرة ساباروا. وهي تدار كوحدة منفردة تُسمى، كيكاتان بولاو هاروكو بلغ عدد سكانها حسب تعداد 2010 للسكان حوالي 24,170 نسمة. سكان على هاروكو يتكلمون لغة هاروكو، وكذلك الإندونيسية ولغة أمبونيسي الملايو.

## وصلات خارجية
- خريطة قديمة لمانيبا، وجزيرة هاروكو، وجزيرة ساباروا، ونوسا لاوت

إحداثيات: 3°34′01″S 128°28′59″E / 3.567°S 128.483°E